# 风暴一号运载火箭
風暴一號运载火箭，衍生自新长征系列运载火箭，是由上海市第二機電工業局基于东风五号設計研制的一种运载火箭，布局与长征二号丙基本相同。
風暴一號运载火箭在中國酒泉衛星發射中心共進行11次飛行（包括3次低弹道），8次轨道发射取得4次成功，共發射6顆低軌道衛星。風暴一號的主要成就是首次成功发射質量超過1噸的重型卫星，首次实现“一箭三星”的多卫星发射技术。此外，风暴一号两次成功的地地低弹道飞行试验为东风五号1980年的全程飞行试验打下了良好的基础。
在風暴一號的技術基礎上，發展了长征二号丁运载火箭和長征四號系列運載火箭。

## 历史
1969年8月14日，国务院总理周恩来代表党中央作出指示：上海不仅可以搞导弹，也可以搞火箭和卫星，还可以搞洲际导弹。由此，为了在位于北京的七机部一分院之外再开创一条研制战线，上海市第二機電工業局开始准备运载火箭研制工作。
1969年10月31日，中共中央、国务院、中央军委向上海下达了“701工程”任务，任务中主要包括由上海抓总研制火箭和卫星。火箭取名为“风暴一号”，卫星取名为长空一号。“701工程”意为1970年的第一号任务，要求一定要在1970年完成初样。“风暴一号”是为了纪念1967年在上海发动的“一月风暴”。
风暴一号仅用了4个月时间，就完成了设计、生产准备和试制，以及第一台发动机试车。仅用了11个月时间，就完成了发动机四机并联试车、箭体结构静力试验和增压输送系统试验等一系列大型试验，以及整发热试车。1970年11月，风暴一号初样产品总装出厂，并运往东风基地进行发动机试车。完成试车的初样被运回上海分析研究，由于推进剂残留，被戏称为“臭弹”。随后上海市第二機電工業局根据试车结果进行了改进，完成了初样产品生产。
1972年8月9日，风暴一号准备进行试验性发射。凌晨5时，发射负5小时，陀螺仪出现故障。此后冒险在火箭已加注燃料状态下耗时7个小时更换了陀螺仪。1972年8月10日8时32分，风暴一号發射，起飞90秒后陀螺仪出现漂移故障，最终坠毁在新疆吐鲁番市托克逊县。虽然试验失败，但火箭总体设计方案得到了验证。
1973年6月4日，风暴一号和首颗长空一号卫星运抵东风基地。9月18日，风暴一号搭载长空一号卫星发射，因二级发动机未启动自毁，残骸坠毁在甘肃临洮县。
1974年7月12日，风暴一号再次發射长空一号卫星，因二级发动机故障，卫星未能入轨，任务失败。
1975年7月26日21时30分，风暴一号又一次发射长空一号卫星，终于取得成功，将中國第一顆質量超過1噸的重型卫星送上太空。1975年12月16日17时21分，发射长空一号卫星取得第二次成功。
1976年有两次发射，一次未完全成功，一次失败。
1977年和1978年，风暴一号进行两次地地低弹道飞行试验，成功完成端头再入大气层的耐高温烧蚀考核试验，为东风五号1980年的全程飞行试验打下了良好的基础。
1979年尝试「一箭三星」发射，任务失败。
1981年9月20日5时28分，风暴一号再次执行「一箭三星」任务，成功發射实践二号、实践二号甲、实践二号乙，這是中國首次用一枚火箭同時發射3顆衛星，这也是风暴一号的最后一次发射，随后风暴一号的技术成果被吸收至长征系列运载火箭，發展了长征二号丁运载火箭和長征四號系列運載火箭。
1985年，风暴一号作为“液体地地战略武器及运载火箭”荣获国家科技进步特等奖。

## 技術諸元
- 低地軌道酬載：1.5吨
- 離地質量：192.679吨
- 推力：285.714吨
- 第一節燃料：四氧化二氮+偏二甲肼
- 第二節燃料：四氧化二氮+偏二甲肼

## 发射记录
仅列出轨道级发射。
| 飞行次序          | 火箭 型号 | 火箭序号 | 起飞时间（UTC+8）              | 发射工位                                                                                    | 有效载荷 | 卫星轨道 | 发射结果 |
| ----------------- | --------- | -------- | ------------------------------ | ------------------------------------------------------------------------------------------- | --- | -------- | --- |
| 1                 | 风暴一号  | 2703X    | 1973年9月18日 20时12分         | 第20训练基地第一试验部二号发射阵地138工位 41°18′32″N 100°19′00″E / 41.308910°N 100.316640°E | 长空一号电子侦察卫星 （技术试验卫星）                                                                                              | 近地轨道 | 失敗，火箭二级游动发动机燃气发生器发生故障没有启动，使致火箭飞行姿态失稳，起飞后154秒于空中自毁，卫星未能进入预定轨道，火箭连同卫星残骸坠落于甘肃临洮县境内。 |
| 2                 | 风暴一号  |          | 1974年7月12日 21时55分         | 第20训练基地第一试验部二号发射阵地138工位                                                   | 长空一号电子侦察卫星 （技术试验卫星）                                                                                              | 近地轨道 | 失敗，火箭二级主发动机因震动导致焊接撕裂，推力下降，使得火箭飞行速度没有达到第一宇宙速度——7.8km/s，卫星未能进入预定轨道，残骸散落于广西横县、博白一带。       |
| 3                 | 风暴一号  |          | 1975年7月26日 21时30分         | 第20训练基地第一试验部二号发射阵地138工位                                                   | 长空一号电子侦察卫星 （技术试验卫星）                                                                                              | 近地轨道 | 成功 |
| 4                 | 风暴一号  |          | 1975年12月16日 17时21分        | 第20试验训练基地二号发射阵地138工位                                                         | 长空一号电子侦察卫星 （技术试验卫星）                                                                                              | 近地轨道 | 成功 |
| 5                 | 风暴一号  |          | 1976年8月30日 19时45分         | 第20试验训练基地二号发射阵地138工位                                                         | 长空一号电子侦察卫星 （技术试验卫星）                                                                                              | 近地轨道 | 成功，远地点較预定高出1756公里。 |
| 6                 | 风暴一号  |          | 1976年11月10日 17时05分        | 第20试验训练基地二号发射阵地138工位                                                         | 长空一号电子侦察卫星 （技术试验卫星）                                                                                              | 近地轨道 | 失敗，火箭二级游动发动机出现故障，推力下降，令火箭飞行速度較第一宇宙速度低约500m/s，卫星未能入轨。                                                            |
| 7                 | 风暴一号  | 8701     | 1979年7月28日 05时28分         | 第20试验训练基地二号发射阵地138工位                                                         | 实践二号科学探测与技术试验卫星 （技术试验卫星）实践二号甲电离层探测信标卫星实践二号乙无源雷达定标试验卫星 （实践二号乙气球卫星）   | 近地轨道 | 失敗，二級遊動發動機涡轮泵在滑行段飞行中故障，二级游机推力下降，直至起飞后297秒自行提前关机。火箭最终因飞行姿态失稳在空中自毁。衛星未能入轨，在澳大利亚再入。 |
| 8                 | 风暴一号  | 1802     | 1981年9月20日 05时28分39.857秒 | 第20试验训练基地二号发射阵地138工位                                                         | 实践二号科学探测与技术试验卫星 （技术试验卫星） 实践二号甲电离层探测信标卫星 实践二号乙无源雷达定标试验卫星 （实践二号乙气球卫星） | 近地轨道 | 成功，補替1979年發射失敗的三顆卫星。 |
| \| 成功率：50% \| |           |          |                                |                                                                                             | |          | |
| 成功率：50%       |           |          |                                |                                                                                             | |          | |

### 数据统计
- 成功
- 计划
- 部分失利
- 失利

## 纪念
目前有一枚風暴一號火箭保存在东风航天城东风公园室外展览，是当时的地面测试箭（初样）。